# 쇼몽성

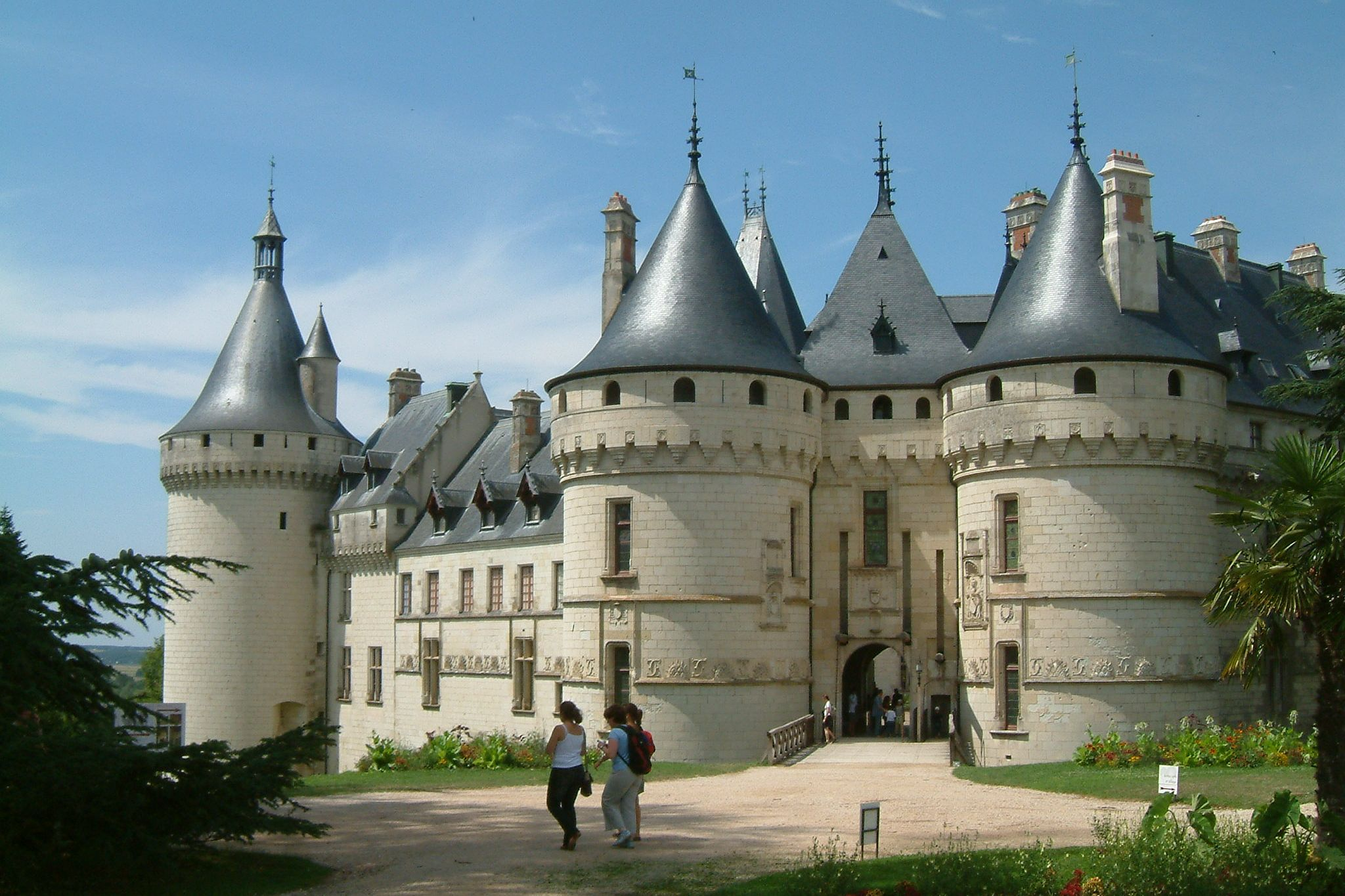
쇼몽 성

쇼몽성(프랑스어: Château de Chaumont)은 프랑스 루아르에셰르 주, 쇼몽쉬르루아르에 있는 첫 번째 성이다. 11세기 블루아 백작 외드 2세에 의해 건립되었다.
1560년 이 성은 카트린 드 메디시스의 소유물이 되어, 노스트라다무스를 포함하여, 그 곳의 수많은 천문학자들을 즐겁게 하였다. 그녀의 남편인 앙리 2세의 죽음 이후, 카트린은 그녀의 힘을 사용하여, 그동안 탐내던 슈농소 성을 남편의 정부인 디안 드 푸아티에로부터 빼았었다. 법적인 문제로 인해, 디안은 그녀가 사랑하던 쇼농소 성의 대가로 대신 쇼몽 성을 받아들이도록 강압되었다. 디안은 이 성이 팔릴 때 오직 단기간 동안만 이성에 머물렀다.